# Codonopsis bhutanica
Codonopsis bhutanica là loài thực vật có hoa trong họ Hoa chuông. Loài này được Ludlow mô tả khoa học đầu tiên năm 1972.